# 奥弗凯尔克
奥弗凯尔克（法語：Offekerque）是法国北部-加来海峡大区加来海峡省的一个市镇，属于圣奥梅尔区欧德吕克县。该市镇2009年时的人口为1,167人。

## 人口
奥弗凯尔克人口变化图示
| 数据来源：INSEE |